# Skarpabborrtjärnen (Dorotea socken, Lappland)
Skarpabborrtjärnen är en sjö i Dorotea kommun i Lappland och ingår i Ångermanälvens huvudavrinningsområde. Sjön har en area på 0,0753 kvadratkilometer och ligger 312 meter över havet.

## Delavrinningsområde
Skarpabborrtjärnen ingår i det delavrinningsområde (715286-150897) som SMHI kallar för Mynnar i Ormsjön. Medelhöjden är 327 meter över havet och ytan är 3,23 kvadratkilometer. Räknas de 7 avrinningsområdena uppströms in blir den ackumulerade arean 89,96 kvadratkilometer. Stutvattenbäcken som avvattnar avrinningsområdet har biflödesordning 4, vilket innebär att vattnet flödar genom totalt 4 vattendrag innan det når havet efter 239 kilometer. Avrinningsområdet består mestadels av skog (70 procent) och sankmarker (21 procent). Avrinningsområdet har 0,08 kvadratkilometer vattenytor vilket ger det en sjöprocent på 2,3 procent.